# Assassin's Creed Rogue
Assassin's Creed Rogue (předtím neoficiálně s podtitulem Comet) je osmým dílem v herní sérii Assassin's Creed, tentokrát s podtitulem Rogue neboli Zběh, popř. Desertér. Děj se z velké části odehrává v oblastech Severního Atlantiku, Říčního Údolí a New Yorku (dnešní území Manhattanu) v letech 1752 až 1761, během období sedmileté války. Hra vyšla 11. listopadu 2014 v USA (13. listopadu 2014 globálně) na starou generaci konzolí (na rozdíl od AC Unity) jako jsou PS3 a Xbox 360. Dále vyšla tato hra 10. března 2015 na Microsoft Windows. Bojový systém je podobný jako Assassin's Creed IV: Black Flag.
Tento díl je časově zasazen mezi období čtvrtého a třetího dílu (do Koloniální Ameriky). Příběh má dovyprávět jak to bylo před Assassin's Creed III. Hra je třetím a posledním dílem zapadajícím do Kenway Family ságy. Na tento díl přímo navazuje Assassin's Creed Unity.
Hlavní postavou je bývalý asasín Shay Patrick Cormac, který se ale v roce 1756 stane templářem. Shay je kapitánem lodi zvané Morrigan.
Spojitost mezi Rogue a Unity je taková, že hlavní postava Shay zavraždí Arnova otce z Unity a i v Rogue se budeme moci podívat do Paříže v rámci misí a tím si i nahradíte Unity i na starší konzole a to i se starou mechanikou a soubojovým systémem.,
Shay používá poměrně široké spektrum zbraní, které se mu spolu s ubíhajícím příběhem odemykají. Ze začátku má dvě skryté čepele a hned nato meč s dýkou. Téměř ihned poté získá dvě pistole. Po chvíli hraní získá pušku použitelnou hned na několik způsobů použití – uspávací šipky a berserk šipky, které na zasažené působí tak, že jsou agresivní na okolí a po uplynulém intervalu sami zemřou. Dále také má Shay k dispozici šipky na provaze, díky kterým je schopen věšet oběti na větve. V další etapě odemykání zbraní dokáže Shay používat granáty s širokou škálou typů a použití (berserk, uspávací a výbušné).
Morrigan také postupně získává širší spektrum zbraní. Od počátečních bočních a předních kanónů (které je možné vylepšovat) se časem získá Puckle Gun (vzdálený předek rotačního kulometu), moždíř, hořící olej (který je možno vypustit za lodí když je pronásledována) a ledoborec, používaný nejenom k ničení ledu.
Hra vyšla bez české lokalizace, ale fanoušci na ní pracují.

## Děj
Hra je hrána za Shay Cormac a začíná na Severním Atlantiku během sedmileté války. Shay začíná jako asasín trénován Achillem. Mezi asasínské bratrstvo zde patří Liam, Hope Jenson, Kasegowaase a další. Hned na začátku hry získá Shay loď Morrigan a tím se stane jejím kapitánem. Postupně získává od templářů artefakty, které by v jejich rukách mohly být pro lidstvo nebezpečné. V roce 1756 asasíny zradí a stane se templářem. Po několika letech ve službách templářů se stane právoplatným templářem. V této chvíli začne také spolupráce s Haythamem Kenwayem (již známého z AC III). Shay zabije mnoho bývalých asasínských přátel. Liam a Achilles jsou stále na živu a Achilles pochopí (na rozdíl od Liama), že artefakty ničí svět. Shay má příležitost ho zabít, ale neučiní tak.
Hráč plní úkoly jako v Assassin's Creed IV: Black Flag a bojuje s Morriganem proti ostatním lodím.
Ve hře se vyskytují tyto postavy:
- templář Haytham Kenway, známý především ze hry Assassin's Creed III – spojenec Shaye, po tom, co se stane templářem
- asasínský mentor Achilles Davenport – na začátku hry mentor asasínského bratrstva, ve kterém Shay zpočátku je
- asasín Adéwalé z Assassin's Creed IV: Black Flag a Assassin's Creed: Freedom Cry
- James Cook – skutečná postava známé z historie; ve hře nevědomky spojencem templářů – v historii je znám pro jeho mořeplavecké objevy

Hra se odehrává v letech 1752–1761.

## Vývoj
Vývoj hry začal v březnu roku 2012 pod krycím podtitulem „Comet“. Ubisoft oznámil, že hra vyjde bez multiplayeru. Oznámení o vydání titulu bylo 5. 8. 2014 a vyšla spolu se hrou AC Unity 11. listopadu 2014 ve Spojených státech a 13. listopadu globálně. Dále vyšla hra 10. března 2015 na Microsoft Windows.